# (13234) Natashaowen
(13234) Natashaowen (1998 FC74) – planetoida z pasa głównego asteroid okrążająca Słońce w ciągu 3,22 lat w średniej odległości 2,18 j.a. Odkryta 22 marca 1998 roku.